# Xanthopimpla romani
Xanthopimpla romani là một loài tò vò trong họ Ichneumonidae.